# 不思議の国のアリス (1910年の映画)
不思議の国のアリス（ふしぎのくにのアリス、英語: Alice's Adventures in Wonderland）は、1910年にアメリカ合衆国で制作された10分間の白黒映画、サイレント映画。原作はルイス・キャロルの1865年の同名の本。
制作はエジソン・マニュファクチャリング・カンパニー。監督はエドウィン・S・ポーター。グラディス・ヒューレットがアリス役で出演した。

## あらすじ
アリスは白ウサギが腕時計を確認してそばを走っていくのを見る。それに興味を持ったアリスは白ウサギを追いかけてウサギ穴に入り不思議の国に行き、ドアが並ぶ部屋にたどり着く。すると、アリスはすべてのドアに鍵がかかっていることに気づく。そしてアリスは小さなドアを開ける鍵をテーブルの上に発見する。しかし、ドアを潜り抜けることができない。アリスはイライラし、テーブルの上に現れた瓶の中身を飲み、小さなドアのサイズまで縮む。すると、テーブルの上に鍵を置いたため取れないことに気づき、アリスはもともとのサイズよりも自分を大きくするケーキを食べる。
その後、アリスは白ウサギが部屋を走りすぎていくのを見る。彼女は悲しさでプール1杯の涙を流し、その中で慌て、水面を叩くが、すぐに乾く。次に彼女は庭園へと通じる小さなドアを押し飛ばす。白ウサギとほかの小さな動物たちはドアからのびる大きな手に驚き逃げ出す。アリスは小さな扇を見つけ、彼女自身をあおぎ、ドアに合った高さまで縮む。やっとのことで庭園に出ると、アリスは大きな子犬に驚く。
そして小さな家につくと、アリスは魚のフットマンが蛙のフットマンにハートの女王から公爵夫人への招待状を手渡しているところを見る。皿がドアから飛んで来たため、アリスは家に入って公爵夫人、料理人、赤ん坊、チェシャ猫を見つける。しかし料理人はアリスの食事に多すぎる胡椒を入れてしまい、くしゃみをする公爵夫人はアリスに赤ん坊を手渡す。アリスはそのまま赤ん坊と外に出るが、赤ん坊は豚になってしまう。そこでチェシャ猫が木に現れ、アリスに「ここにいる私たちはみんなおかしいんだ。私もお前も」と言う。
次に、アリスは三月ウサギ、帽子屋、眠りネズミ主催のおかしなお茶会に通りかかる。そしてアリスはトランプ兵やほかの王室のメンバーがハートの女王とハートの王を迎えるトピアリーの庭園を見つける。しかしそこでバラが赤に塗られていることに気づき、ハートの女王はトランプ兵を叱って首をはねるようにと命令する。
城の部屋へ去り、アリスはパーティーに出席する。そしてハートの女王とハートの王はハートのジャックがタルトを盗んだのを発見する。そこで裁判が開かれ、帽子屋、料理人、アリスは証拠を提示する。アリスはハートの女王と王を狼狽させる。そのためハートの女王は、アリスの首をはねるよう命じ、アリスはトランプ兵の集団に囲まれる。
アリスは目覚める。彼女の不思議の国での冒険は夢であった。

## 評価
アメリカの雑誌バラエティは、「幻想が功を奏しているが、せっかちなようだ」と評した。また、アメリカン・フィルム・インスティチュートのThe First 100 Years 1893-1993に選ばれた。

## ギャラリー

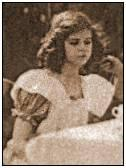
アリス役のグラディス・ヒューレット
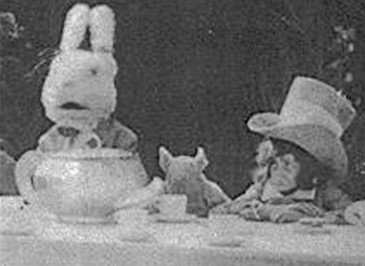
帽子屋と三月ウサギ